# Pixel 9 Pro Fold
Pixel 9 Pro Fold是一款搭载Android系统的可摺疊式智能手機，該手機由Google设计、开发和销售，是Google Pixel产品线的一部分。Pixel 9 Pro Fold被視為第一代Pixel Fold的後繼機型。2024年8月13日，Google正式宣布該機型，并于2024年9月4日在美国銷售。

## 规格

### 硬件
Pixel 9 Pro Fold 搭载的是Google Tensor G4芯片，配备16GB RAM和256GB存储空间。
它配备4650mAh电池，支持45W快速充电。它还支持Qi认证的无线充电。

### 软件
Pixel 9 Pro Fold 出廠時搭载的是Android 14。